# Mascarenhas
Domingos António da Silva, vagy becenevén Mascarenhas (N'dalatando, 1937. április 28. – Lisszabon, 2015. augusztus 25.)  portugál labdarúgó, csatár.

## Pályafutása
Mascarenhas a portugál élvonalbeli Benfica csapatában futballozott 1958 és 1959 között, majd 1959 és 1962 között a Barreirense játékosa volt. 1962 és 1965 között a Sporting CP labdarúgója volt; a lisszaboni csapattal 1963-ban portugál kupagyőztes, a következő idényben Kupagyőztesek Európa-kupája-győztes lett, valamint tizenkét találatával elnyerte a sorozat gólkirályi címét is. Mascarenhas 1965-ben ismét a Barreirense labdarúgója lett. 1975-ös visszavonulásáig futballozott még a Barreiro, a Peniche, a Riopele és a Paços de Ferreira csapataiban is.

## Sikerei, díjai
- Sporting CP
  - Portugál kupagyőztes: 1962–63
  - Kupagyőztesek Európa-kupája győztes: 1963–64
  - Kupagyőztesek Európa-kupája gólkirály: 1963–64 (12 gól)